# Mustela nivalis namiyei
Mustela nivalis namiyei es una subespecie de  mamíferos carnívoros  de la familia Mustelidae subfamilia Mustelinae.

## Distribución geográfica
Se encuentra en Honshu (el Japón).